# Aleksander Colonna-Walewski (senator)
Aleksander Józef Colonna-Walewski (ur. 18 marca 1778, zm. 27 kwietnia 1845 w Warszawie) – polski polityk, hrabia,  prezes Heroldii Królestwa Polskiego, członek Rady Stanu Królestwa Polskiego od 14 kwietnia 1833, senator-kasztelan Królestwa Polskiego od 1819, skreślony z listy senatorów 20 lipca 1831, poseł z powiatu krakowskiego departamentu krakowskiego na sejmy w 1811 i 1812 oraz w Królestwie Polskim w 1818. Cesarsko-rosyjski rzeczywisty radca stanu i senator, członek rosyjskiej Rady Państwa.

## Życiorys
Syn Józefa Kalasantego Walewskiego (ok. 1743–1792), cześnika sieradzkiego i właściciela dóbr w Wieluńskiem.
W 1817 roku był marszałkiem sejmikowym powiatu miechowskiego województwa krakowskiego. W 1828 roku był członkiem Sądu Sejmowego, mającego osądzić osoby oskarżone o zdradę stanu.
Otrzymał wraz ze swoimi bratankami Konradem i Mikołajem od cesarza Mikołaja I 1/13 stycznia 1833 (dyplom St. Petersburg 21 kwietnia /2 maja 1838) rosyjski dziedziczny tytuł hrabiowski ze zmianą w herbie. Właściciel dóbr Mnin z przyległościami w pow. Końskie.
Odznaczony rosyjskimi Orderem Orła Białego, Orderem św. Włodzimierza II klasy, Orderem św. Anny I klasy i polskim Orderem św. Stanisława I klasy (1825).
Bezpotomny w małżeństwie z Teklą Walewską h. Kolumna (1783-1862), córką Michała i Salomei z Psarskich h. Jastrzębiec, właścicielką dóbr Iwanowice w pow. Miechów. Zmarł w Warszawie i spoczywa wraz z żoną w tamtejszym kościele oo. Kapucynów.